# Фридланд (Нижняя Лужица)
Фри́дланд (нем. Friedland, луж. Bryland) — город в Германии, в земле Бранденбург.
Входит в состав района Одер-Шпре. Занимает площадь 172,95 км². Официальный код — 12 0 67 137.
Город подразделяется на 16 городских районов.

## Население
| Год  | Население |
| ---- | --------- |
| 1990 | 3 457     |
| 1995 | 3 391     |
| 2000 | 3 428     |
| 2005 | 3 397     |
| 2010 | 3 166     |
| 2015 | 3 017     |
| 2020 | 2 954     |

## Галерея
- Кирха в Фридланде
- Кирха в Большом Бризене
- Кирха в Нивише
- Двор замка Фридланл
- Три еврейские могильные плиты